# Табунная Овсянка
Табунная Овсянка — река в России, протекает по Большечерниговскому и Пестравскому районам Самарской области. Устье реки находится в 17 км по правому берегу реки Мокрая Овсянка. Длина реки составляет 18 км, площадь водосборного бассейна — 243 км².
В 2,4 км от устья слева впадает река Осиновка.

## Данные водного реестра
По данным государственного водного реестра России относится к Нижневолжскому бассейновому округу, водохозяйственный участок реки — Большой Иргиз от истока до Сулакского гидроузла. Речной бассейн реки — Волга от верхнего Куйбышевского водохранилища до впадения в Каспий.
Код объекта в государственном водном реестре — 11010001612112100009698.